# Trimetopon slevini
Trimetopon slevini är en ormart som beskrevs av Dunn 1940. Trimetopon slevini ingår i släktet Trimetopon och familjen snokar. Inga underarter finns listade i Catalogue of Life.
Denna orm förekommer med flera från varandra skilda populationer i Panama och Costa Rica. Arten lever i bergstrakter mellan 1200 och 1825 meter över havet. Trimetopon slevini vistas i fuktiga bergsskogar. Honor lägger ägg.
Beståndet hotas regionalt av skogarnas omvandling till jordbruksmark. Utbredningsområdet är däremot stort. IUCN kategoriserar arten globalt som nära hotad.